# Patricia Mayayo
Patricia Mayayo Bost (Madrid, 1967) es una historiadora del arte, profesora e investigadora española. Entre sus líneas de investigación y estudio destacan la historiografía del arte feminista y queer, la historia de las mujeres artistas y las prácticas artísticas contemporáneas.

## Biografía
Patricia Mayayo es doctora en Historia del Arte por la Universidad Autónoma de Madrid  y máster en Historia del Arte por la Case Western Reserve University (Ohio, Estados Unidos). Entre 1998 y 2006 fue profesora de Historia del Arte en la Universidad Europea de Madrid y actualmente es profesora titular en la Universidad Autónoma de Madrid. Fue coordinadora del Master universitario en historia del arte contemporáneo y cultura visual, que se imparte en el Museo Nacional Centro de Arte Reina Sofía (MNCARS).
Ha formado parte de los proyectos de investigación “El sistema del arte en España, 1975-2005" y "Larga exposición: las narraciones del arte contemporáneo español para los grandes públicos", financiados por el Ministerio de Educación. Ha dirigido para diferentes museos y centros de arte españoles contemporáneos cursos sobre las diferencias de género y su representación en el arte y el cine.
Colaboró en la realización en el Museo Nacional Centro de Arte Reina Sofía del recorrido Feminismo para la colección permanente, que cuestiona la visibilidad y el papel de la mujer en la Historia del Arte. Dicho Itinerario lo redactó Marian López Fernández-Cao y fue presentado por primera vez en 2009 en el MNCARS.
En 2009 fue una de las fundadoras de la Asociación de Mujeres en las Artes Visuales junto con Rocío de la Villa y perteneció a la junta directiva.
En 2012-2013 comisarió junto a Juan Vicente Aliaga la exposición “Genealogías feministas en el arte español: 1960-2010 en el MUSAC de León, en la que participaron, entre otras, Eva Lootz, Marisa González, Paloma Navares, Esther Ferrer, Carmen Calvo, Carmela García, Paz Muro, Marina Nuñez. La exposición planteaba una revisión del papel de los discursos feministas en el contexto español desde los años sesenta hasta 2010.
Es coautora del libro "Arte en España 1939-2015. Ideas, prácticas, políticas" junto a Jorge Luis Marzo en el que plantean una síntesis de la historia del arte español desde el final de la Guerra Civil hasta el año 2015.

## Publicaciones
- André Masson: Mitologías. Universidad Autónoma de Madrid. Metáforas del Movimiento Moderno, 2002.[12]
- Louise Bourgeois[13]
- Historias de mujeres, historias del arte.[14]
- Frida Kahlo. Contra el mito.[15]
- Cuerpos sexuados, cuerpos de (re)producción.[16]
- Arte en España 1939-2015. Ideas, prácticas, políticas.[10]